# Lola T70
La Lola T70 è un'automobile da competizione costruita dalla casa automobilistica britannica Lola Racing Cars dal 1965 al 1969.

## Origini
La Lola, guidata dal progettista Eric Broadley, si dedicò nei primi anni di attività alla realizzazione di monoposto e vetture sport di piccola cilindrata. Il punto di svolta si ebbe nel 1963, quando la Lola Mk VI GT, spinta dal grosso motore Ford Fairlane V8, fu iscritta tra le vetture del Gruppo 6. Tale raggruppamento comprendeva le vetture prototipo senza limiti di cilindrata e la Ford, alla ricerca di un progetto che contrastasse l'egemonia della Scuderia Ferrari, si dimostrò interessata alla vettura, tanto da prenderla come base per la Ford GT 40. Eric Broadley fu quindi coinvolto nella realizzazione della vettura ma poco dopo, desideroso di indipendenza progettuale, ritornò ad occuparsi delle sue piccole vetture fino all'anno successivo, quando, con rara consequenzialità, tornò ad interessarsi di prototipi di grossa cilindrata. Si concentrò sulle gare del Campionato CanAm che si disputava con automobili del Gruppo 7, raggruppamento che imponeva alle vetture il solo obbligo della carrozzeria barchetta e che, con l'arrivo della tecnologia del motore centrale, apriva un mercato importante per i costruttori, perché le piccole officine non avevano esperienze con questa innovazione tecnica. Il primo a fiutare l'affare fu Bruce McLaren, che cedette la licenza di produzione della sua M1, seguito subito dopo dalla Lola, che nel 1965 immise sul mercato la sua T70.

## Tecnica
La T70 ha un telaio monoscocca formata da pannelli di alluminio rivettati su strutture di supporto in acciaio, in proporzione del 60% di acciaio e il 40% di alluminio, sospensioni a doppi bracci con ammortizzatori coassiali alle molle e freni a disco, di cui quelli anteriori entrobordo, per ottenere un miglior raffreddamento. La vettura, come da regolamento, era una barchetta  in fibra di vetro. All'insegna della flessibilità commerciale, la vettura era in grado di accogliere qualsiasi motore V8 di produzione americana.
La vettura fu concepita per le gare di durata, ma durante la sua carriera si dimostrò più a suo agio nelle gare sprint, dove poteva far valere la leggerezza e l'agilità, mentre la carente affidabilità ne azzerava le possibilità nelle gare più lunghe Le T70 con motore Chevrolet tendevano a non funzionare bene in Europa  rispetto alle gare in America.  Alcuni problemi di affidabilità si verificavano durante le gare in Europa, principalmente a causa del tipo di carburante consentito. Quando si era costretti a utilizzare il "carburante a pompa" disponibile in commercio, con un numero di ottano inferiore a quello "Avgas" consentito dalle norme americane, i guasti al motore correlati alla detonazione diventavano un problema. Nelle moderne gare storiche, questi motori mostrano un'affidabilità spettacolare grazie a parti non disponibili negli anni 60 e una migliore qualità del carburante rispetto alla benzina storicamente scadente fornita dall'ACO.

## Evoluzione del progetto

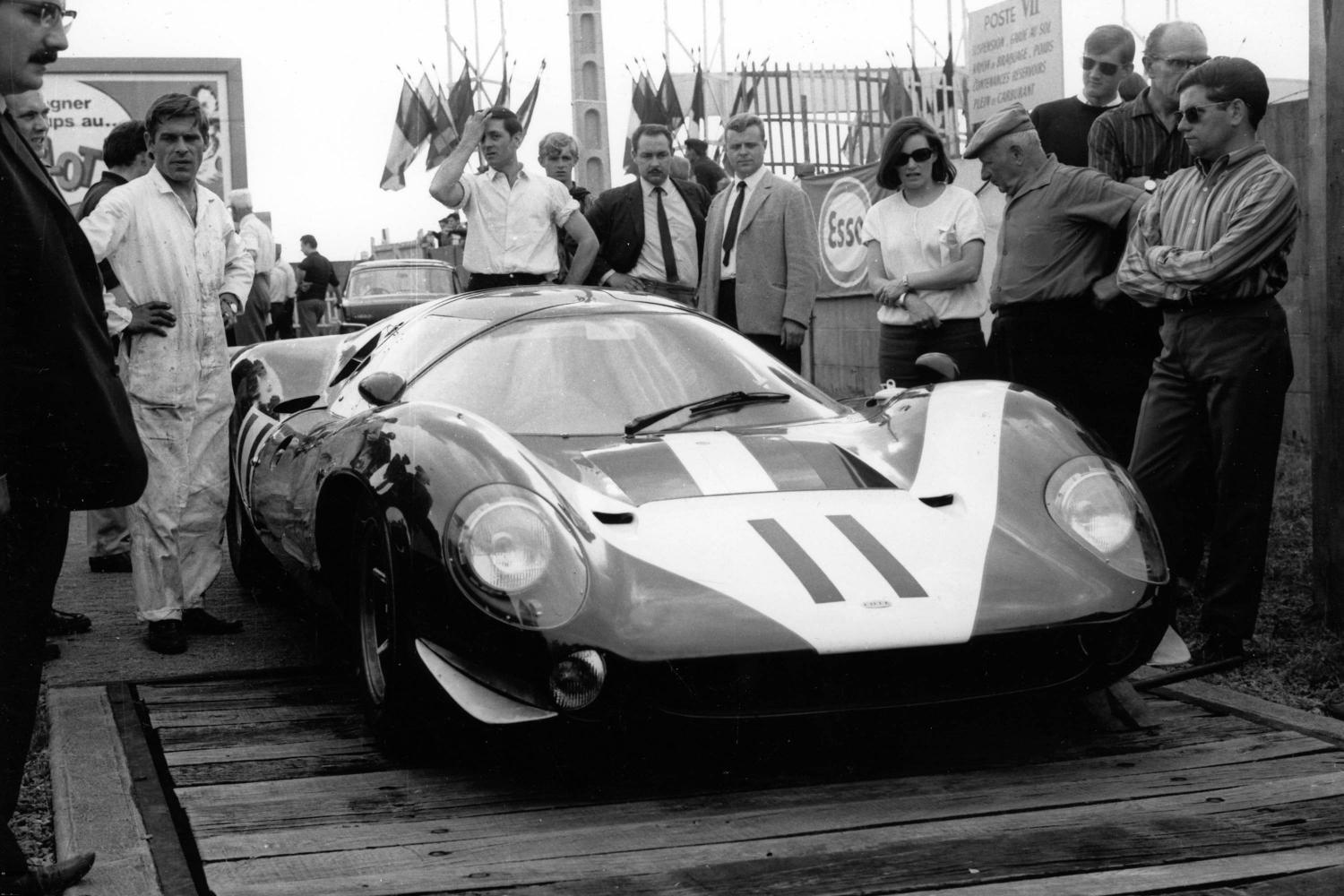
La Lola T70 MK3 GT guidata da John Surtees e David Hobbs alla 24 Ore di Le Mans del 1967

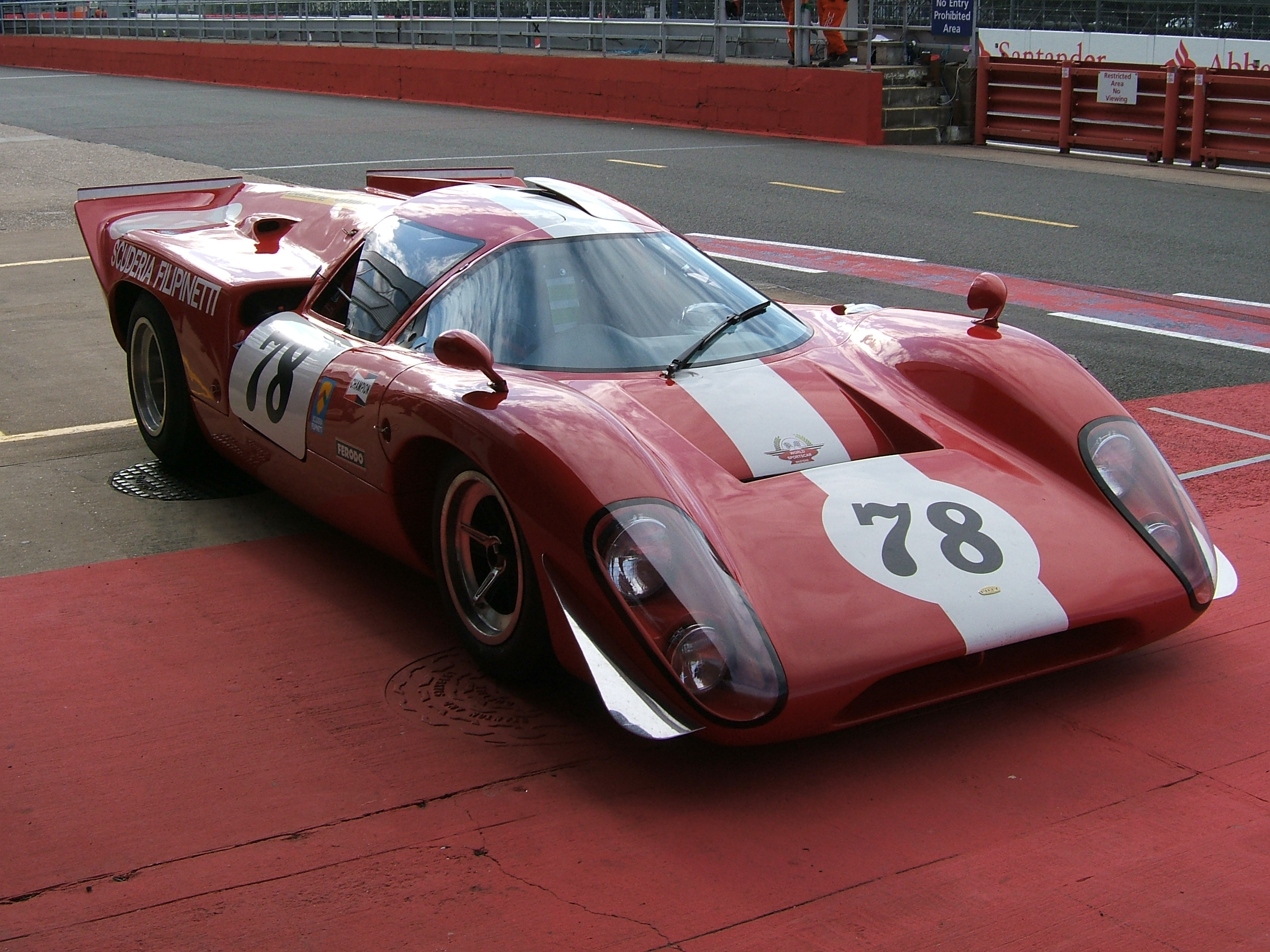
La Lola T70 Mk IIIB, riconoscibile dai doppi fari

Grazie all'aiuto del campione di Formula 1 del 1964 John Surtees, uno dei primi piloti della vettura, la Lola accumulò esperienza e ottenne subito successi. Per la stagione CanAm 1966 la vettura fu migliorata nel telaio ma fu mantenuto il motore Chevrolet, che era già cresciuto nella cilindrata da 5 a 5,9 litri ed erogava 560 CV: denominata T70 Mk II, grazie alle sue accresciute doti di stabilità e facilità di guida permise a Surtees di vincere tre delle sei gare del campionato e il titolo, permettendo così al costruttore di spuntare una quarantina di vetture vendute entro la fine dell'anno.
Il successo commerciale spinse Broadley ad accarezzare l'idea di realizzare una versione per il Gruppo 6 (vetture prototipo) e addirittura di arrivare ad omologare la vettura come vettura sport per rientrare nel Gruppo 4 per la stagione 1967, poiché mancavano poche vetture per raggiungere il limite minimo di 50 esemplari richiesto dal regolamento. Ma richiedeva pure che la vettura avesse la carrozzeria chiusa, cosicché Broadley e Tony Southgate disegnarono una nuova carrozzeria che riuscisse a rientrare nelle due categorie, grazie all'uso della galleria del vento, ottennero ottimi risultati sia sul fronte della penetrazione aerodinamica che nella deportanza, necessaria alle alte velocità.  La nuova versione fu denominata T70 Mk III GT ed era spinta da una versione del motore V8 Chevrolet 5900cc  con 560-580 Cv e prodotta in 31 esemplari.
Il modello MKIII godeva di una singolare peculiarità voluta proprio dal suo costruttore Eric Broadley: la caratteristica unica di questa vettura era di essere trasformabile, cioè  di poter adottare sullo stesso telaio la configurazione aperta o chiusa a seconda delle gare alle quali intendeva partecipare e il passaggio da aperta o chiusa era caratteristica tecnica propria del modello gestibile velocemente andando ad agire su 8 bulloni; Lola Cars nel suo comunicato ufficiale del 1966 scrive: "questa caratteristica rivoluzionaria significa che i partecipanti sia agli eventi GT europei  che alle gare Sport americane Can-Am,  possono ridurre sostanzialmente le spese di gestione, convertendo l'auto da versione Sport a versione GT e viceversa.” Peculiarità esclusiva del modello MK3 (1967/1969) non ereditata dalla MK3B del 1969 e non presente ovviamente sulle versioni antecedenti MK1 e MK2. 
Il limite di cinque litri di cilindrata dettato dalla federazione alle vetture del Gruppo 4 a partire dalla stagione 1968 impose però il cambio del propulsore: si scelse la versione da 4.995 cc e 500 cv del V8 Chevrolet.
Per la stagione 1969 la Mk III ebbe sostanziose modifiche al telaio, ora completamente in alluminio e simile a quello della T160 che aveva disputato il Campionato CanAm 1968, e alla carrozzeria, che produceva maggiore deportanza e si differenziava esteriormente per i fari accoppiati sotto il trasparente in perspex. Anche il motore da cinque litri e il cambio furono aggiornati: il primo ricevette il sistema di alimentazione ad iniezione meccanica, il secondo passò da quattro a cinque rapporti. Nonostante tutte queste modifiche, la CSI (Commissione Sportiva Internazionale) omologò la Mk IIIB come semplice variante della T70, e così la Lola evitò di dover costruire altri 50 esemplari della vettura nella nuova configurazione.
Sul finire dell'anno Eric Broadley commissionò a Franco Sbarro, ex capo ingegnere della scuderia svizzera Filipinetti, la realizzazione di una versione stradale della T70 MkIII per proprio uso personale. 
Successivamente l'ACA (Atelier de Construction Automobile), la società fondata da Sbarro, ricevette una dozzina di ordini per una Lola T70 MkIII replica. Franco Sbarro  acquistò dieci telai originali, una monoscocca da usare come modello per la carrozzeria e un'ampia scorta di pezzi di ricambio. In tutto, costruì nove repliche ufficiali equipaggiate con propulsori di derivazione Porsche, Ferrari e Chevrolet.